# Hallonmosaik

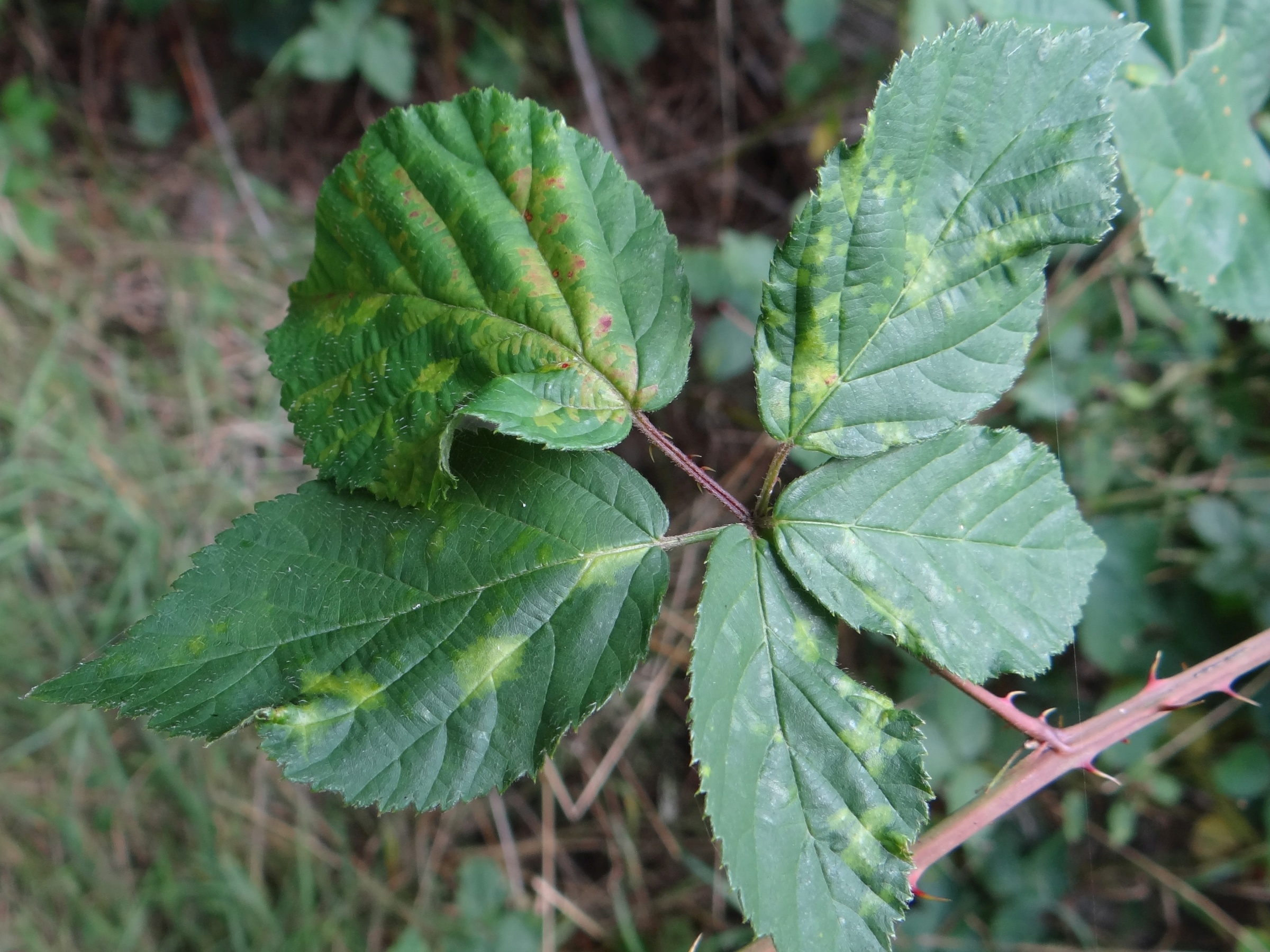
Hallonmosaik

Hallonmosaik är ett samlingsbegrepp för flertalet olika virussjukdomar hos hallonväxter. Sådana virusangrepp försämrar skördens storlek och kvalitet. Hallonmosaik sprids via hallonbladlusen eller via vegetativ förökning.

## Symptom
Ofta syns hallonmosaikvirus som gulgröna eller gula fläckiga mönster på bladen, så kallad fläckmosaik, eller tätare gula prickar längst större nerver och bladens kanter, så kallad nervbandsmosaik. Ofta är hallonmosaik symptomlöst. Då sommaren är varm syns hallonmosaik ofta inte alls. Angreppen bildar emellertid ofta ett mosaikliknande mönster, därav begreppets namn.

## Åtgärder
Enklast motverkas hallonmosaik genom att enbart plantera friska plantor.  Nyare sorters hallon har ofta  en viss resistens mot hallonmosaik. Det går även att beskära hallonen och bekämpa bladlöss för att förhindra att hallonmosaik drabbar hallonen.